# Oxyrhachis yerburyi
Oxyrhachis yerburyi är en insektsart som beskrevs av William Lucas Distant. Oxyrhachis yerburyi ingår i släktet Oxyrhachis och familjen hornstritar. Inga underarter finns listade i Catalogue of Life.